# Cheiracanthium annulipes
Cheiracanthium annulipes là một loài nhện trong họ Miturgidae.
Loài này thuộc chi Cheiracanthium. Cheiracanthium annulipes được Octavius Pickard-Cambridge miêu tả năm 1872.